# Dieđut
Dieđut är en vetenskaplig skriftserie, vilken utges av  Sámi dutkaninstituhtta / Sámi Research Institute i Kautokeino i Norge. 
Dieđut har utgivits sedan 1974 av dåvarande Nordiskt-samiskt institut, under tiden fram till 1978 med stavningen Dieđot i enlighet med tidigare tillämpat stavningssystem. Skriftserien innehåller både monografier och artikelsamlingar, huvudsakligen skrivna av forskare vid det egna forskningsinstitutet. Publiceringsspråk är samiska, norska, svenska, finska, engelska och ryska. 